# 氣旋肯尼斯
强热带气旋肯尼斯（英語：Intense Tropical Cyclone Kenneth），是2018－2019年西南印度洋熱帶氣旋季中第14個熱帶氣旋、第14個獲命名風暴、第10個達到熱帶氣旋等級和第10個達到强热带气旋等級的熱帶系統。肯尼斯在獲名之後便一路爆發增強，成為該年風季中最強的風暴。

## 發展過程
早在半個多月前，各大數值皆已認為4月中下旬有兩個系統誕生，其中一個便是肯尼斯(Kenneth)。肯尼斯(Kenneth)的擾動前身在4月21日形成，當時美國海軍研究實驗室給予擾動編號91S。獲得編號後，91S便開始快速發展，當晚8時聯合颱風警報中心和法國氣象局給予擾動發展評級「低」 和「中」。翌日(22日)凌晨2時，聯合颱風警報中心和法國氣象局把評級提升為「中」 和「高」。同日晚間8時，聯合颱風警報中心把評級提升為「高」，並發布熱帶氣旋形成警報。同時，法國氣象局將其升格為熱帶擾動，並給予編號14。
23日上午8時，聯合颱風警報中心率先將其升格為热带低压，並給予熱帶氣旋編號24S。同日下午2時，法國氣象局將其升格為热带低压。聯合颱風警報中心在不久後將其升格為熱帶風暴。晚間8時，法國氣象局將其升格為中度熱帶風暴，並由馬達加斯加氣象局命名為肯尼斯(Kenneth)。
受惠於良好的發展環境，再加上底層風眼已在微波雲圖中若隱若現，24日上午8時，法國氣象局將其升格為强热带风暴。聯合颱風警報中心也在不久後將其升格為一級熱帶氣旋。當天晚間8時，法國氣象局將其升格為熱帶氣旋。隔天凌晨2時，聯合颱風警報中心直接將其升格為三級熱帶氣旋。同日上午8時，法國氣象局和聯合颱風警報中心將其升格為强热带气旋和四級熱帶氣旋。下午2時，肯尼斯(Kenneth)達到強度巔峰，更成為該年風季中最強的熱帶氣旋。中國國家氣象中心更是針對肯尼斯發出路徑預測，更認為其已達到特强热带气旋(相當於超強颱風)的標準。當天晚上8時，肯尼斯的暴風圈接觸莫三比克陸地，不久後，肯尼斯的眼牆登陸莫三比克。
26日凌晨2時，法國氣象局將其降格為熱帶氣旋。不久後，聯合颱風警報中心直接將其降格為一級熱帶氣旋。同日上午8時，法國氣象局直接將其降格為中度熱帶風暴。不久後，聯合颱風警報中心將其降格為熱帶風暴。28日，系統在莫三比克上空完全消散。

## 影響

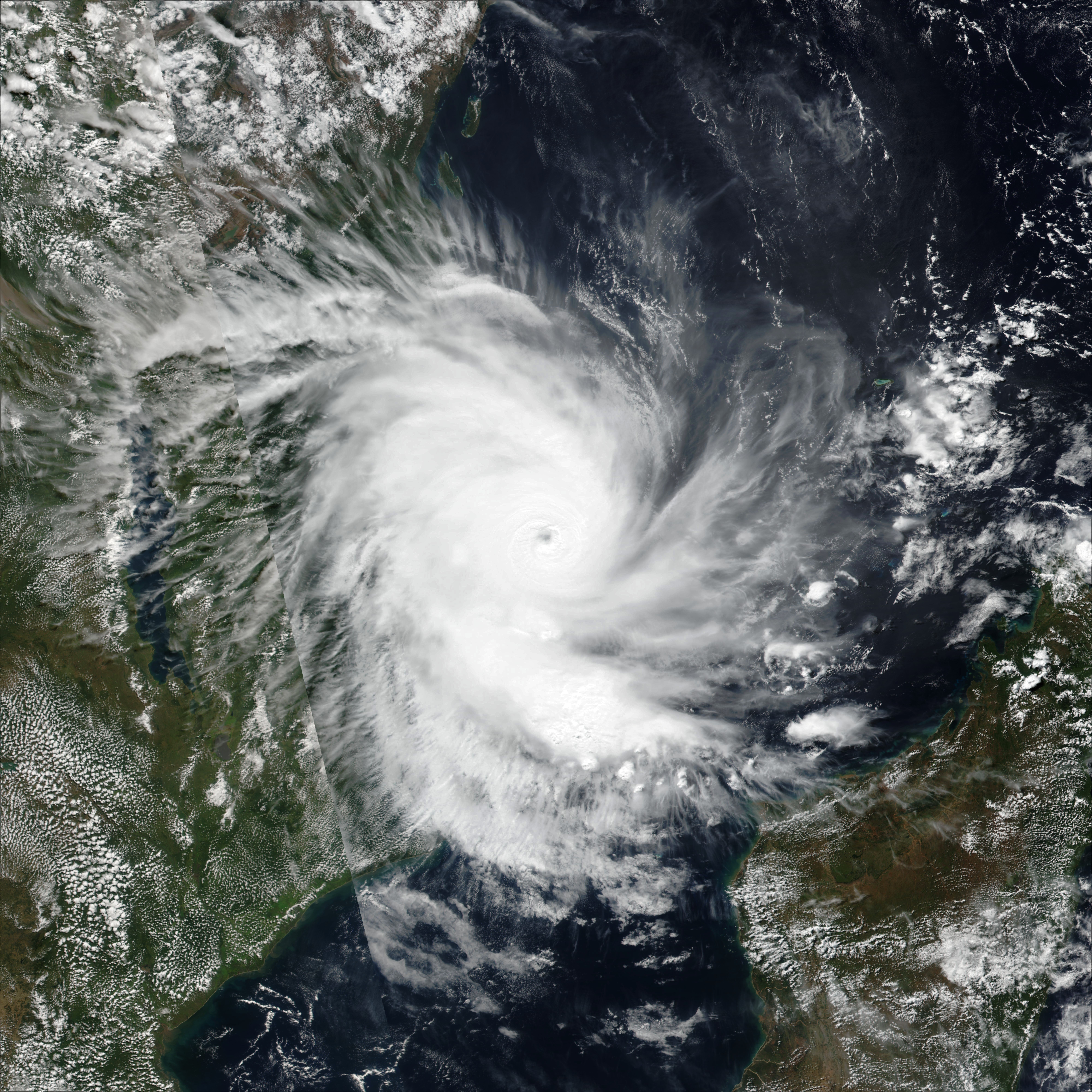
4月25日，在登陸奔巴島北部前，肯尼斯的衛星影像

在科摩羅中，肯尼斯的風和雨造成至少7人死亡，200多人受傷。 初步估計表明約有60-80％的主要作物被銷毀。
肯尼斯在气旋伊代摧毀了該地區一個月後襲擊了莫桑比克，引發了人們對這場風暴可能加劇的危機而擔憂。 考慮到預期的影響，莫桑比克北部的地方當局在颶風來臨前疏散了3萬多人。
肯尼斯於4月25日星期四晚上4點25分左右在當地時間（格林威治標準時間13:15）下午4點15分左右在莫桑比克奔巴北部登陸，1分鐘持續風速220公里/小時（140英里/小時）。紅十字與紅新月聯會報告了該市的廣泛破壞，整個城市都記錄了停電，因砍伐了許多樹木，造成更大的破壞。在莫桑比克，共有38人遇難， 包括一名在奔巴附近被一顆落下的椰子砸死的女子。 此外，有四艘船在帕爾馬鎮的海岸沉沒。 在伊博島，據報導，90％的房屋被毀。 在德爾加杜角省，有2,500所房屋被毀，多所學校和醫院也遭受破壞。

## 外部連結
- 聯合颱風警報中心 (JTWC) （页面存档备份，存于）
- Météo-France La Réunion 法國氣象局 (RSMC La Réunion) （页面存档备份，存于）